# Managarm
Managarm (altnordisch Mánagarmr; dt. „Mondhund“) ist ein Hund aus der Nordischen Mythologie.

## Mythologie
Er ist laut der jüngeren Edda der Sohn der Riesin Angrboda, einer alten Frau, die im Eisenwald wohnt. Managarm geht auf der Erde umher und verschlingt das Fleisch der Toten, während sein Bruder Hati den Mond und sein Bruder Skalli die Sonne verfolgt. Zu Ragnarök, dem Weltuntergang, stellt Hati den Mond und Managarm, durch das Leichenfleisch zum größten und stärksten seiner Brut geworden, verschlingt ihn. Das Blut des Mondes spritzt auf die Sonne und verdunkelt sie.
Einer anderen Überlieferung nach wird der Wolf Hati den Mond selbst verschlingen, während Managarm schmachtend zusehen muss (als Strafe für seinen Leichenfraß). Managarm weist Ähnlichkeiten mit der Sagengestalt des Garm auf, dem Hund, der die Unterwelt Hel bewacht.

## Trivia
- Nach Managarm ist die schwedische Metal-Band Månegarm benannt.[1]
- In dem Videospiel Ark: Survival Evolved spielt er als Managarmr die Rolle eines Drachen-Technologie-Mischwesens, welches man in dem DLC Extinction finden kann.[2]